# Dendrocincla
Dendrocincla es un género de aves paseriformes perteneciente a la subfamilia Dendrocolaptinae de la familia Furnariidae, que agrupa a especies nativas de la América tropical (Neotrópico), donde se distribuyen desde el sur de México, por América Central y del Sur, hasta el centro de Bolivia por el oeste, y hasta el sur de Brasil y noreste de Argentina por el este. A sus miembros se les conoce por el nombre común de trepatroncos, y también trepadores o arapasús, entre otros.

## Etimología
El nombre genérico femenino «Dendrocincla» se compone de las palabras del griego «δενδρον dendron: árbol, y del latín cinclus: tordo, zorzal, que proviene del griego «κιγκλος kinklos»: ave no identificada.

## Características
Los trepadores de este género son aves medianas, midiendo entre 19 y 26 cm de longitud, de plumaje de colores lisos y pico recto. Son encontrados en selvas húmedas de tierras bajas, excepto uno (tyrannina) que habita en altitudes andinas. Más habitualmente siguen regueros de hormigas legionarias. Con frecuencia levantan las plumas de la corona y sacuden sus alas nerviosamente. Como los trepadores de otros géneros, tienen las plumas de la cola con hastes rígidas expuestas que usan como apoyo para trepar troncos y ramas, pareciéndose con carpinteros. Son arborícolas y generalmente construyen sus nidos en agujeros de árboles o detrás de pedazos de corteza.

## Lista de especies
Según las clasificaciones del Congreso Ornitológico Internacional (IOC) y Clements Checklist v.2019, el género agrupa a las siguientes especies con el respectivo nombre popular de acuerdo con la Sociedad Española de Ornitología (SEO):
| Imagen | Nombre científico              | Autor                | Nombre común               | EC (*) |
| ------ | ------------------------------ | -------------------- | -------------------------- | ------ |
|        | Dendrocincla tyrannina         | (Lafresnaye, 1851)   | trepatroncos tiranino      | LC     |
|        | Dendrocincla merula            | (Lichtenstein, 1820) | trepatroncos barbiblanco   | LC     |
|        | Dendrocincla homochroa         | (P.L. Sclater, 1860) | trepatroncos rojizo        | LC     |
|        | Dendrocincla anabatina         | P.L. Sclater, 1859   | trepatroncos sepia         | LC     |
|        | Dendrocincla fuliginosa        | (Vieillot, 1818)     | trepatroncos fuliginoso    | LC     |
|        | Dendrocincla turdina           | (Lichtenstein, 1820) | trepatroncos turdino       | LC     |
|        | Dendrocincla (turdina) taunayi | Pinto, 1939          | trepatroncos de Pernambuco | NE     |

(*) Estado de conservación

## Taxonomía
La especie D. turdina era tratada como conespecífica con D. fuliginosa, pero los datos genéticos de Weir & Price (2011) indicaron que sería mejor tratada como una especie separada; el Comité de Clasificación de Sudamérica (SACC) aprobó esta separación en la Propuesta N° 540.
La subespecie D. turdina taunayi, geográficamente aislada en el noreste de Brasil, con afinidades inciertas, debido a que es morfológicamente intermediaria entre D. turdina y D. fuliginosa, pero que vocaliza diferente de ambas, es tratada como especie separada únicamente por el Comité Brasileño de Registros Ornitológicos (CBRO), con base en las diferencias de vocalización y genéticas.